# Giacomo Giacobini
Giacomo Giacobini (Fobello, 26 luglio 1946) è un anatomista, paleoantropologo e museologo scientifico italiano.

## Biografia
Laureato in medicina e chirurgia all'Università di Torino nel 1971, è stato per 36 anni (dal 1980 al 2016) Professore ordinario di anatomia umana nella stessa università. È stato anche direttore del Museo di Anatomia umana dell'Università di Torino e coordinatore del polo museale universitario del Palazzo degli Istituti anatomici.
Dal 1987 al 1998 è stato Segretario generale e membro del Comitato Esecutivo della International Association for the Study of Human Paleontology, e dal 1990 rappresentante dell'Italia nel Comité de Perfectionnement dell'Institut de Paléontologie Humaine di Parigi.
Altri incarichi e ruoli ricoperti:
- Segretario del 2º Congresso Internazionale di Paleontologia umana (Torino, 1987)
- Membro del comitato scientifico del Musée de l'Homme di Parigi (1994-2011)
- Presidente dell’Associazione Italiana di Archeozoologia (1996-2003)
- Membro del comitato scientifico del Centre d’Interprétation sur l’Homme de Néandertal di Saint Césaire (1996-2009)
- Membro del consiglio scientifico dell’Università Italo-Francese (2004-2009)
- Membro del comitato scientifico del Quartier des Sciences di Tolosa (2005)
- Presidente dell'Associazione Nazionale Musei Scientifici (2005-2012)
- Membro del Comitato tecnico-scientifico della Regione Piemonte per lo sviluppo del processo di accreditamento dei musei piemontesi (dal 2010).

L'attività di ricerca del Prof. Giacobini è rivolta ai seguenti temi principali:
- Studio anatomico di resti dell'Uomo di Neandertal;
- Studio di aspetti comportamentali di popolazioni del Paleolitico superiore (pratiche funerarie, realizzazione di manufatti);
- Analisi tafonomica. Studio di modificazioni di reperti ossei dovute a fattori antropici e non antropici;
- Studio al microscopio elettronico a scansione di manufatti in osso e avorio (identificazione di tecniche di fabbricazione e modalità di utilizzazione);
- Studio di collezioni scientifiche di interesse storico.

Il Prof. Giacobini ha collaborato con numerosi scienziati e accademici, tra i quali Henry de Lumley, Marylène Patou, Carole Vercoutère (Institut de Paléontologie Humaine, Parigi), Bruno Maureille e Francesco D'Errico (Université Bordeaux-I), Maria Dolores Garralda e Bernard Vandermeersch (Università Complutense di Madrid), Giorgio Manzi (Università La Sapienza, Roma), Marco Peresani e Federica Fontana (Università di Ferrara).
È membro delle seguenti società scientifiche:
- Association Internationale pour l'Etude de la Paléontologie Humaine
- Accademia di Medicina di Torino
- Accademia delle Scienze di Torino
- Centro Studi Archeologia Africana di Milano (socio onorario)
- Società Italiana di Archeozoologia (past-president)
- Associazione Primatologica Italiana (socio onorario)
- Associazione Nazionale Musei Scientifici (past-president e socio benemerito)

## Riconoscimenti
- Medaglia della "Fondation Singer-Polignac" di Parigi per lo sviluppo della collaborazione franco-italiana (1995)[2]
- Medaglia d'oro della International Association for the Study of Human Paleontology (Sun City, 1998)
- Premio Capo D'Orlando, sezione scientifica (2001).

## Pubblicazioni
Selezione di articoli scientifici (ultimi 3 anni):
- D’Errico F., Doyon L., Colagé I., Queffelec A., Le Vraux E., Giacobini G., Vandermeersch B., Maureille B. (2018): From number sense to number symbols. An archaeological perspective, Phil. Trans. Royal Society.
- Giacobini G. (2018): Da Homo habilis a Homo sapiens, una storia di spostamenti. In G. Curto (a cura di), Odissee. Diaspore, migrazioni, viaggi e pellegrinaggi. Libreria Grafica, Novara, pp. 2–15.
- Manzi G., Giacobini G. (2018): Lazaret 24 et la documentation humaine fossile en Europe entre les stades isotopiques 7 et 5: vers une réévaluation de Homo neanderthalensis aniensis Sergi (1934), in M.A. de Lumley (a cura di), "Les restes humains fossiles de la Grotte du Lazaret" (Nice, Alpes Maritimes, France). "Des Homo erectus européens évolués en voie de néandertalisation". CNRS, Paris, pp. 627–629.
- Onoratini G., Giacobini G., Malerba G., Simon, P., Vicino G. (2019): La Grotte des Enfants à Grimaldi. Stratigraphie, séquences culturelles et étude des blocs de stéatite ouvragés. Musée Anthropologique Préhistoire, Monaco, pp. 105–115.
- Cilli C., Foà S., Gastaldi G., Giacobini G., Jalla D., Malerba G., Milicia MT, Montaldo S. (2019): Al Museo Lombroso di Torino il caso del cranio di Giuseppe Villella: un patrimonio in beni culturali .... Museologia Scientifica 13, pp. 139–150.
- Giacobini G., Malerba G., Cilli C. (2019): Il Museo dell’Uomo di Torino per una corretta relazione con l’ambiente naturale e sociale. In Ass. Nazionale Musei Scientifici, "Passo dopo passo per la sostenibilità". Pontecorboli, Firenze, pp. 97–101.
- Peresani M., Forte M., Quaggiotto E., Colonese A., Romandini C., Cilli C., Giacobini G. (2019): Marine and freshwater shell exploitation in the early Upper Palaeolithic. Re-examination of the assemblages from Fumane Cave (Italy). Paleoanthropology, 2019 (1), pp. 64–81.
- Giacobini G., Cilli C., Malerba G. (in stampa): Les enjeux de restauration du Musée d’anatomie humaine de l’Université de Turin. Artheritance, Bruxelles.
- Giacobini G., Cilli C., Malerba G. (in stampa): Luigi Rolando, Carlo Giacomini and the Anatomy Museum of the University of Turin. Oxford University Press.
- Giacobini G. (in stampa): Neandertal yes and no. The singular story of the mandible from Mezzena Rockshelter (Avola, Verona). Boll. Museo Civico di Storia Naturale di Verona.